# Capacité de diffusion du monoxyde de carbone
La capacité de diffusion du monoxyde de carbone (D LCO ) ou le facteur de transfert (T LCO )  mesurent l'amplitude de passage des gaz des alvéoles pulmonaires au sang. En général, ce paramètre fait référence au test spécifique créé par Marie Krogh en 1909 . 

## Principe
Ce test consiste à mesurer la différence de pression partielle entre le monoxyde de carbone inspiré et celui expiré. Il s'appuie sur la forte affinité des globules rouges pour le monoxyde de carbone et montre le niveau de captation des gaz par les capillaires indépendamment du débit cardiaque. 

## DLCOou TLCO
Généralement la D LCO est mesurée en "ml/min/kPa " et le T LCO est mesuré en "mmol/min/kPa".

## Facteurs affectant la DLCO

### Diminution
La D LCO est diminuée par toute cause qui affecte la surface alvéolaire efficace :
1. altération de la paroi alvéolaire (fibrose, alvéolite, vascularite, etc. ) ;
2. diminution de la surface pulmonaire totale ((maladie pulmonaire restrictive, résection pulmonaire partielle ou totale, etc.) ;
3. bronchopneumopathie chronique obstructive [3] ;
4. embolie pulmonaire  ;
5. insuffisance cardiaque [4] ;
6. hypertension pulmonaire
7. surdosage médicamenteux bléomycine, amiodarone
8. anémie due à une diminution du volume sanguin
9. suites de chimiothérapie ou de radiothérapie

### Augmentation
Les facteurs qui peuvent augmenter la D LCO comprennent la polyglobulie, l'asthme (parfois) ou l'augmentation du volume sanguin pulmonaire comme cela se produit pendant l'exercice. 
D'autres causes peuvent être un shunt intracardiaque de gauche à droite, une insuffisance cardiaque gauche légère (augmentation du volume sanguin) et une hémorragie alvéolaire (augmentation du sang disponible pour laquelle le CO n'a pas à traverser une barrière pour entrer). 